# Niša Saveljić
Niša Saveljić (en serbi: Ниша Савељић; 27 de març de 1970) és un exfutbolista montenegrí de la dècada de 1990.
Fou 32 cops internacional amb la selecció iugoslava amb la qual participà en el Mundial de 1998.
Pel que fa a clubs, defensà els colors de Budućnost, Hajduk Kula, Partizan i Girondins de Burdeus, entre d'altres.

## Palmarès
Partizan
- Lliga iugoslava de futbol: 1995-96, 1996-97
- Copa iugoslava de futbol: 2000-01

Bordeaux
- Championnat de France: 1998-99